# Domingo Burgaleta
Domingo Burgaleta Pérez de Laborda (Madrid, 8 de abril de 1897 - Castejón, 28 de julio de 1936) fue un abogado y político republicano español, alcalde de la localidad de Tudela (Navarra) durante la Segunda República y fusilado en los primeros días de la Guerra Civil.

## Biografía
Domingo Burgaleta, cercano al partido de Melquíades Álvarez, fue elegido concejal del ayuntamiento de Tudela en las elecciones del 12 de abril de 1931, como integrante de la Conjunción Republicano-Socialista. El candidato más votado, Aquiles Cuadra, también republicano, fue elegido alcalde. Tras la revolución de 1934, varios de los concejales fueron destituidos y la alcaldía pasó al radical Anselmo Blanco. Al constituirse Izquierda Republicana, entró a formar parte de dicha formación. Tras las elecciones de febrero de 1936, los concejales nombrados en 1934 son cesados y se nombran nuevos concejales en su sustitución. Tras la renuncia de Anselmo Blanco, el 15 de julio de 1936, la corporación eligió alcalde a Burgaleta. 
Tras el estallido de la guerra civil española, Burgaleta y otros seis miembros de la corporación, así como otros ciudadanos, hasta la cifra de 65, fueron ejecutados por los sublevados. Domingo había recibido aviso del cura de Tudela para que huyera, pues “iban a ir a por él”. Él desdeñó el aviso, pensando que no tenía nada que temer. Pero al cabo de unos días apareció asesinado en la calle.
Estaba casado con Mª Teresa Apastegui con quien tuvo tres hijos: Manuel, María Teresa, María Rosa.